# 春日貞幸
春日 貞幸（かすが さだゆき、生没年不詳）は、鎌倉時代の武将、御家人。通称は刑部三郎。禰津氏の庶流、春日小次郎貞親の子。
源頼朝に従い、文治元年（1185年）10月の勝長寿院の落慶供養や、建久6年（1195年）3月の東大寺再建供養に供奉する。承久3年（1221年）の承久の乱では、信濃から北条泰時の元に駆け付け東海道軍に合流した。6月14日の宇治川では、泰時の命により伏見津に急行し、宇治川渡河の際に敵の矢が乗馬に当たり、水中に沈むが、従者に引き上げられた。この時、子の春日小三郎、春日太郎が戦死している。泰時が渡河を強行しようとした際には、その乗馬を隠して引き留めて危急を救い、しばらくして泰時は筏によって渡河し、朝廷軍に勝利した。また6月17日には佐々木信綱と芝田兼義の先陣争いの証言を求められている。恩賞として上野国内に70町歩を賜り、のちに信濃国小川荘内に替えられた。